# Município de Hiram (condado de Portage, Ohio)
O município de Hiram (em inglês: Hiram Township) é um município localizado no condado de Portage no estado estadounidense de Ohio. No ano de 2010 tinha uma população de 2.411 habitantes e uma densidade populacional de 40,15 pessoas por km².

## Geografia
O município de Hiram encontra-se localizado nas coordenadas 41° 19′ 16″ N, 81° 09′ 50″ O. Segundo o Departamento do Censo dos Estados Unidos, o município tem uma superfície total de 60.05 km², da qual 59,77 km² correspondem a terra firme e (0,47 %) 0,28 km² é água.

## Demografia
Segundo o censo de 2010, tinha 2.411 pessoas residindo no município de Hiram. A densidade populacional era de 40,15 hab./km².